# Montastraea faveolata
Montastraea faveolata är en korallart som först beskrevs av Ellis och Daniel Solander 1786.  Montastraea faveolata ingår i släktet Montastraea och familjen Faviidae. IUCN kategoriserar arten globalt som starkt hotad. Inga underarter finns listade i Catalogue of Life.